# Jean-Baptiste Seroux d'Agincourt
Pour les articles homonymes, voir Seroux.
Jean Baptiste Seroux d’Agincourt, né le 22 juin 1735 à Villers et mort le 9 septembre 1817 à Port-Louis (île Maurice), est un général français.

## Biographie

### Famille
Seroux d'Agincourt est le descendant d'une famille noble, originaire du comté de Namur, qu'elle quitte vers le milieu du XIVe siècle pour s'établir en Picardie. Il est le fils de Jean Baptiste Charles François de Sales Seroux d'Agincourt, seigneur de Villers-sur-Coudun, gendarme ordinaire dans la garde du Roi, capitaine de cavalerie et chevalier de Saint-Louis, et de Marie Elisabeth Bergeron. Il est le frère du fermier général Jean Baptiste Louis Georges Seroux d'Agincourt (1730-1814), historien d’art, et le cousin du général Jean Nicolas Seroux de Fay.

### États de service
Il entre en service en 1758, comme volontaire au régiment liégeois de Raugrave cavalerie, et il devient lieutenant le 15 août 1758, au régiment de Rohan. Il est fait chevalier de Saint-Louis le 21 juin 1782.
Il est nommé lieutenant-colonel le 3 mars 1786, et il reçoit son brevet de colonel le 16 septembre 1792, au 107e régiment d’infanterie, en service à l'île de France.
Il est promu général de brigade le 8 mars 1793, et il est admis à la retraite le 23 septembre 1802.
Il meurt le 9 septembre 1817, à Port-Louis.

## Sources
- (en) « Generals Who Served in the French Army during the Period 1789 - 1814: Eberle to Exelmans »
- Côte S.H.A.T.: 8 YD 56
- Léon Hennet, Etat militaire de France pour l’année 1793, Siège de la société, Paris, 1903, p. 174.